# Per Olof Sundman
Per Olof Sundman (født 4. september 1922 i Vaxholm, død 9. oktober 1992 i Stockholm) var en svensk forfatter og politiker for Centerpartiet. Han blev valgt til Riksdagen i 1969 og sad der indtil 1979. Sundman udgav sin første bog i 1957 og blev hurtigt en succesrig forfatter. Hans forfatterskab er blevet sammenlignet med Ernest Hemingway.
I 1968 modtog Sundman Nordisk Råds Litteraturpris for sin roman Den umulige drøm (1967). Bogen handler om Salomon August Andrées mislykkede forsøg på at nå Nordpolen med en ballon. Den umulige drøm blev filmatiseret af Jan Troell i 1982. Filmen, der havde Max von Sydow i hovedrollen, blev i 1983 nomineret til en Oscar for bedste fremmedsprogede film.